# I, Anna
I, Anna é um filme dos gêneros drama e suspense de 2012, a adaptação e a direção do filme foi feita por Barnaby Southcombe.

## Sinopse
O caso mais recente de Bernie Reid do DCI é o mistério de um homem brutalmente assassinado em um prédio de apartamentos em Londres. Como um insone passando por um divórcio, a concentração de Reid sobre o caso é ainda mais complicado depois de um encontro com Anna, uma figura enigmática. Ele acompanha a uma festa onde Anna nega qualquer conhecimento de já o ter conhecido. Apesar de seus protestos, há uma atração mútua entre eles. Ética profissional de Bernie entram em questão à medida que cresce mais sua ligação a Anna, que está prestes a desvendar um mistério escuro.

## Elenco
- Charlotte Rampling,como Anna Welles
- Gabriel Byrne,como D.C.I. Bernie Reid
- Hayley Atwell,como Emmy
- Eddie Marsan,como D.I. Kevin Franks
- Jodhi May,como Janet Stone
- Ralph Brown,como George Stone